# Lumbricillus insularis
Lumbricillus insularis är en ringmaskart som beskrevs av Ude 1896. Lumbricillus insularis ingår i släktet Lumbricillus och familjen småringmaskar. Inga underarter finns listade i Catalogue of Life.